# Liga Mundial de Hockey
La Liga Mundial de Hockey fue una competencia internacional entre selecciones nacionales de hockey sobre césped, o como se dice en España hockey sobre hierba, organizada por la Federación Internacional de Hockey (FIH). Se disputaba en cuatro rondas a lo largo de dos años, y servía para calificar tanto al Campeonato Mundial y a los Juegos Olímpicos. Tenía como objetivo involucrar en la competencia internacional a un número mucho más amplio de naciones que las que involucraban los torneos existentes hasta ese momento. 
La primera Liga Mundial de Hockey 2012-13, comenzó el 14 de agosto de 2012 y finalizó en febrero de 2014. En la misma participaron 60 países, 19 de los cuales estaban excluidos de la competencia internacional.
Después de tres ediciones, el torneo fue reemplazado por la Hockey Pro League.

## Formato
Tanto el certamen femenino como el masculino, constaban de cuatro rondas las cuales consistían en varios grupos, excepto la ronda final. La cantidad de grupos y equipos de cada ronda variaba en cada edición del certamen. El número de grupos de la ronda 1 variaba en cada edición, dependiendo del número de equipos nacionales participantes. Los grupos de la ronda 1 eran continentales, mientras que en las demás rondas los equipos se elegían sin restricciones geográficas.
Los mejores equipos recibían cupos directos en la segunda y tercera ronda, en función de la Clasificación Mundial de la FIH.
| Liga    | Equipos   | Equipos  | Ronda 1                    | Ronda 1                    | Ronda 2                | Semifinales             | Finales               |
| Liga    | Masculino | Femenino | Masculino                  | Femenino                   | Ronda 2                | Semifinales             | Finales               |
| ------- | --------- | -------- | -------------------------- | -------------------------- | ---------------------- | ----------------------- | --------------------- |
| 2012/13 | 54        | 45       | 9 grupos de 3-5 equipos    | 6 grupos de 2-6 equipos    | 4 grupos de 6 equipos  | 2 grupos de 8 equipos   | 1 grupo de 8 equipos  |
| 2014/15 | 60        | 53       | 9 eventos de 4 a 8 equipos | 7 eventos de 3 a 9 equipos | 3 eventos de 8 equipos | 2 eventos de 10 equipos | 1 evento de 8 equipos |
| 2016/17 | 66        | 57       | 8 eventos de 4 a 9 equipos | 7 eventos de 4 a 7 equipos | 3 eventos de 8 equipos | 2 eventos de 10 equipos | 1 evento de 8 equipos |

La Liga Mundial se desarrolla en cuatro rondas, separando las competencias de mujeres y varones:
- Primera ronda: participaban todos los países cuyo ranking mundial, según la FIH, sea menor que 16. Los participantes formaban grupos de cantidades variables que se enfrentaban todos entre sí (round robin) en una sede seleccionada. La cantidad de grupos variaba según se tratara de la Liga Mundial Masculina o la Liga Mundial Femenina. Los grupos eran continentales, aunque Europa contaba con varios grupos. Finalizados los encuentros, los equipos que clasificaban de cada grupo, en número que variaba de acuerdo a los participantes, pasaban a la siguiente ronda.

- Segunda ronda: la segunda ronda la disputaban los equipos divididos en cuatro grupos de seis equipos cada uno. En esta ronda participaban los equipos que clasificaban en primera ronda, más los ocho países ubicados en el ranking mundial por debajo del límite definido para acceder directamente a semifinales. A ellos se sumaban los países que ejercían localía. Clasificaban ocho equipos, aunque la asignación del país local podía hacer variar las plazas para esta instancia en la segunda ronda, esto pasaba si el país local que se asignaba no se encontraba entre los ocho mejores del ranking, en este caso, los clasificados por esta ronda eran siete.

- Semifinales: en las semifinales se enfrentaban los equipos nacionales divididos en dos grupos con una cantidad de equipos que variaba. Algunos de esos equipos, eran los que clasificaban a la segunda ronda y los restantes eran las naciones ubicadas en los primeros lugares del ranking mundial que obtenían la clasificación directa a esta ronda, sumando el país local.

En esta instancia se establecía la clasificación para el Campeonato Mundial o los Juegos Olímpicos. Los equipos clasificados eran aquellos con mejor ubicación en su respectiva semifinal que no ganaron su campeonato continental.
- Finales: las finales las disputaban los ocho equipos que clasificaban de las semifinales. En esta instancia se definía el ganador del torneo.

## Torneo masculino

### Sumario
| Año     | Sede                | Campeón      | Marcador | Subcampeón    | Tercer lugar | Marcador         | Cuarto lugar |
| ------- | ------------------- | ------------ | -------- | ------------- | ------------ | ---------------- | ------------ |
| 2012-13 | Nueva Delhi, India  | Países Bajos | 7 - 2    | Nueva Zelanda | Inglaterra   | 2 - 1            | Australia    |
| 2014-15 | Raipur, India       | Australia    | 2 - 1    | Bélgica       | India        | 5 - 5 3 - 2 pen. | Países Bajos |
| 2016-17 | Bhubaneshwar, India | Australia    | 2 - 1    | Argentina     | India        | 2 - 1            | Alemania     |

### Rendimiento por países
| Equipo        | Campeón            | Subcampeón | Tercer lugar       | Cuarto lugar |
| ------------- | ------------------ | ---------- | ------------------ | ------------ |
| Australia     | 2 (14–15), (16–17) |            |                    | 1 (12–13)    |
| Países Bajos  | 1 (12–13)          |            |                    | 1 (14–15)    |
| Bélgica       |                    | 1 (14–15)  |                    |              |
| Nueva Zelanda |                    | 1 (12–13)  |                    |              |
| Argentina     |                    | 1 (16–17)  |                    |              |
| India         |                    |            | 2 (14–15), (16–17) |              |
| Inglaterra    |                    |            | 1 (12–13)          |              |
| Alemania      |                    |            |                    | 1 (16–17)    |

## Torneo femenino

### Sumario
| Año     | Sede                             | Campeón      | Marcador | Subcampeón    | Tercer lugar  | Marcador         | Cuarto lugar |
| ------- | -------------------------------- | ------------ | -------- | ------------- | ------------- | ---------------- | ------------ |
| 2012-13 | San Miguel de Tucumán, Argentina | Países Bajos | 5 - 1    | Australia     | Inglaterra    | 1 - 1 4 - 2 pen. | Argentina    |
| 2014-15 | Rosario, Argentina               | Argentina    | 5 - 1    | Nueva Zelanda | Alemania      | 6 - 2            | China        |
| 2016-17 | Auckland, Nueva Zelanda          | Países Bajos | 3 - 0    | Nueva Zelanda | Corea del Sur | 1 - 0            | Inglaterra   |

### Rendimiento por países
| Equipo        | Campeón            | Subcampeón         | Tercer lugar | Cuarto lugar |
| ------------- | ------------------ | ------------------ | ------------ | ------------ |
| Países Bajos  | 2 (12–13), (16–17) |                    |              |              |
| Argentina     | 1 (14-15)          |                    |              | 1 (12–13)    |
| Nueva Zelanda |                    | 2 (14–15), (16–17) |              |              |
| Australia     |                    | 1 (12–13)          |              |              |
| Inglaterra    |                    |                    | 1 (12–13)    | 1 (16–17)    |
| Alemania      |                    |                    | 1 (14–15)    |              |
| Corea del Sur |                    |                    | 1 (16–17)    |              |
| China         |                    |                    |              | 1 (14–15)    |